# Superintendentura Czarnków Ewangelickiego Kościoła Unijnego
Superintendentura Czarnków Ewangelickiego Kościoła Unijnego – jednostka organizacyjna Ewangelickiego Kościoła Unijnego w Polsce istniejąca w okresie II Rzeczypospolitej i obejmująca grupę gmin kościelnych (zborów) czyli parafii tego Kościoła, mająca siedzibę w miejscowości Czarnków.

## Dane statystyczne
| Parafia                 | Liczba wiernych (1937) |
| ----------------------- | ---------------------- |
| Czarnków                | 1100                   |
| Huta pow. Czarnków      | 419                    |
| Gębice pow. Czarnków    | 1280                   |
| Romanów pow. Czarnków   | 1165                   |
| Stajkowo pow. Czarnków  | 410                    |
| Ujście pow. Chodzież    | 682                    |
| Dziembowo pow. Chodzież | 171                    |
| Węglewo pow. Chodzież   | 378                    |